# 위석아이벡스
위석아이벡스(학명: Capra aegagrus aegagrus)는 소과 염소속에 속하는 들염소(학명: Capra aegagrus)의 아종으로, 이름과는 달리 아이벡스(학명: Capra ibex)의 아종이 아니다. 몸무게는 60kg에, 뿔은 1.5m까지 자란다.